# Razif Sidek
Razif Sidek est un joueur de badminton malaisien né le 29 mai 1962.
Aux Jeux olympiques de 1992 à Barcelone, il est médaillé de bronze en double avec son frère Jalani Sidek.
Il a aussi un autre frère Rashid qui a été médaillé olympique de badminton.